# 背番号のないエース
「背番号のないエース」（せばんごうのないエース）は、1986年3月21日にリリースされたラフ&レディのセカンド・シングル。

## 解説
東宝映画・劇場版アニメ『タッチ 背番号のないエース』の主題歌（オープニングテーマ曲）に使用され、フジテレビ系列で放映されたテレビアニメ『タッチ』挿入歌にも使用された。
B面の「ガラスの青春（ティーンネイジ）」は映画『タッチ 背番号のないエース』のエンディングテーマ曲。

### チャート成績
オリコンチャートで最高9位を獲得。TBSテレビ『ザ・ベストテン』では10位以内にランクインされなかったが1986年5月8日に唯一「今週のスポットライト」にて同番組に登場した。

## 収録曲
全曲　作詞：売野雅勇／作曲・編曲：芹澤廣明
1. 背番号のないエース
2. ガラスの青春（ティーンネイジ）